# Keith Primeau
Keith David Primeau, född 24 november 1971 i Toronto, Ontario, är en kanadensisk före detta professionell ishockeyspelare som spelade femton säsonger i NHL för Detroit Red Wings, Hartford Whalers, Carolina Hurricanes och Philadelphia Flyers. Han draftades som tredje spelare totalt i NHL-draften 1990. Hans bror Wayne Primeau är också ishockeyspelare och spelade senast för NHL-laget Toronto Maple Leafs. Under en match 1997 var Keith i slagsmål med sin bror Wayne Primeau.
Han är också far till ishockeymålvakten Cayden Primeau, som spelar inom organisationen för Montreal Canadiens, och svåger till Derrick Smith, som spelade själv i NHL.

## Statistik

### Klubbkarriär
| 1987–88    | Hamilton Steelhawks   | OHL        | 47  | 6   | 6   | 12  | 69   | 11  | 0  | 2  | 2  | 2   |
| 1988–89    | Niagara Falls Thunder | OHL        | 48  | 20  | 35  | 55  | 56   | 17  | 9  | 6  | 15 | 12  |
| 1989–90    | Niagara Falls Thunder | OHL        | 65  | 57  | 70  | 127 | 97   | 16  | 16 | 17 | 33 | 49  |
| 1990–91    | Adirondack Red Wings  | AHL        | 6   | 3   | 5   | 8   | 8    | —   | —  | —  | —  | —   |
| 1990–91    | Detroit Red Wings     | NHL        | 58  | 3   | 12  | 15  | 106  | 5   | 1  | 1  | 2  | 25  |
| 1991–92    | Adirondack Red Wings  | AHL        | 42  | 21  | 24  | 45  | 89   | 9   | 1  | 7  | 8  | 27  |
| 1991–92    | Detroit Red Wings     | NHL        | 35  | 6   | 10  | 16  | 83   | 11  | 0  | 0  | 0  | 14  |
| 1992–93    | Detroit Red Wings     | NHL        | 73  | 15  | 17  | 32  | 152  | 7   | 0  | 2  | 2  | 26  |
| 1993–94    | Detroit Red Wings     | NHL        | 78  | 31  | 42  | 73  | 173  | 7   | 0  | 2  | 2  | 6   |
| 1994–95    | Detroit Red Wings     | NHL        | 45  | 15  | 27  | 42  | 99   | 17  | 4  | 5  | 9  | 45  |
| 1995–96    | Detroit Red Wings     | NHL        | 74  | 27  | 25  | 52  | 168  | 17  | 1  | 4  | 5  | 28  |
| 1996–97    | Hartford Whalers      | NHL        | 75  | 26  | 25  | 51  | 161  | —   | —  | —  | —  | —   |
| 1997–98    | Carolina Hurricanes   | NHL        | 81  | 26  | 37  | 63  | 110  | —   | —  | —  | —  | —   |
| 1998–99    | Carolina Hurricanes   | NHL        | 78  | 30  | 32  | 62  | 75   | 6   | 0  | 3  | 3  | 6   |
| 1999–00    | Philadelphia Flyers   | NHL        | 23  | 7   | 10  | 17  | 31   | 18  | 2  | 11 | 13 | 13  |
| 2000–01    | Philadelphia Flyers   | NHL        | 71  | 34  | 39  | 73  | 76   | 4   | 0  | 3  | 3  | 6   |
| 2001–02    | Philadelphia Flyers   | NHL        | 75  | 19  | 29  | 48  | 128  | 5   | 0  | 0  | 0  | 6   |
| 2002–03    | Philadelphia Flyers   | NHL        | 80  | 19  | 27  | 46  | 93   | 13  | 1  | 1  | 2  | 14  |
| 2003–04    | Philadelphia Flyers   | NHL        | 54  | 7   | 15  | 22  | 80   | 18  | 9  | 7  | 16 | 22  |
| 2005–06    | Philadelphia Flyers   | NHL        | 9   | 1   | 6   | 7   | 6    | —   | —  | —  | —  | —   |
| NHL totalt | NHL totalt            | NHL totalt | 909 | 266 | 353 | 619 | 1541 | 128 | 18 | 39 | 57 | 213 |

### Internationellt
| År     | Lag    | Turnering |    | Matcher | Mål | Assist | Poäng | Utv |
| ------ | ------ | --------- | -- | ------- | --- | ------ | ----- | --- |
| 1996   | Kanada | WC        | 5  | 0       | 0   | 0      | 21    |     |
| 1997   | Kanada | VM        | 11 | 3       | 3   | 6      | 14    |     |
| 1998   | Kanada | OS        | 6  | 2       | 1   | 3      | 4     |     |
| 1998   | Kanada | VM        | 6  | 3       | 1   | 4      | 4     |     |
| Totalt | Totalt | Totalt    | 28 | 8       | 5   | 13     | 43    |     |